# Erdélyi Mici
Erdélyi Mici (Teschen, 1907. szeptember 11. – Santa Monica, Kalifornia, 1994. július) magyar filmszínésznő, komika.

## Élete
Apja Erdélyi Lajos vasutas, aki lánya születésekor épp Csehországban dolgozott, anyja Friedl Karolina. Nővére Edeltrud, bátyja Lajos. Bár a legtöbb helyen az 1910-es születési dátum szerepel tévesen a neve mellett, több, egybehangzó hivatkozás szerint is – mint ahogy az 1930-as házassági anyakönyvben is szerepel –, 1907-ben született. Magyarországra 1914-ben tért vissza a család. 
1926-tól cirkuszi artistaként dolgozott. Színészi pályája 1928-ban kezdődött, amikor a Latabár testvérekkel külföldön vendégszerepelt. 1929-ben Berlinben élt és több német filmben is játszott Mimo von Delly művésznéven.
1931 és 1943 között folyamatos, magyarországi filmes karrierje alatt közel 30 vígjátékban bukkant fel, igaz, ő később ennek a számnak a kétszeresét említette (ezek között négy külföldön készült). Színpadon főleg kabarékban, vígjátékokban és operettek szubrett szerepében volt látható. Pályája 1945-ben derékba tört, mivel az igazolóbizottság a „vörös hajú vampot” egy évre eltiltotta a szerepléstől. 
A háború után először vidékre került: 1948-ban fellépett a hódmezővásárhelyi színtársulat több darabjában is. Hivatalos működési engedélyét 1957-ben vehette át ismét a kulturális minisztériumban. Az ötvenes évek végén a Pest megyei Petőfi Színház tagja. Ennek társulatával vidéki kultúrházakban lépett fel. Nagyobb nyilvánosság előtt 1961-ben lépett fel legközelebb a Kamara Varieté Kenni vagy nem kenni című zenés Hamlet-paródiájában. 
1967-ben az Amerikai Egyesült Államokba emigrált. Kaliforniában halt meg, 1994-ben.
Első férje Varga Károly, automobil-kereskedő volt, akihez 16 évesen ment hozzá, és akitől 5 év után, 1928-ban vált el. 1930 és 1939 között Ráday Imre színész felesége volt, akivel hazai filmes karrierjének beindulása előtt egy úgynevezett vokál-sextetben énekelt együtt Budapesten. 1943-ban végül Kossa Károly szállodatulajdonoshoz ment feleségül, akivel már életük végéig együtt maradtak.

## Filmszerepei
- Ein kleiner Vorschuss auf die Seligkeit illetve: Egy kis előleg a boldogságra (1929) – Ninette (hangosfilm)
- Das Mädel mit der Peitsche (1929), illetve Skandal in der Casanova Bar, vagy A korbácsos lány – Mimi Gwenda (némafilm)
- Hyppolit, a lakáj (1931) – Mimi
- Pardon, tévedtem (1933) – Tini
- Búzavirág (1934) – Kató
- Helyet az öregeknek (1934) – Lilike, táncosnő
- Emmy (1934) – Tapsika, szubrett
- Ende schlecht, alles gut (1934) – Lilly
- Karneval und Liebe (1934) – Dolly
- Az okos mama (1935) – Zizi
- Köszönöm, hogy elgázolt (1935) – Terka
- Édes mostoha (1935) – Bella
- Pókháló (1936) – Simon Manci
- Nászút féláron (1936) – Lujza[9]
- Dunaparti randevú (1936)
- Rád bízom a feleségem (1937) – Mária
- Édes a bosszú (1937) – Svelin
- Szerelemből nősültem (1937) – Lili
- Pillanatnyi pénzzavar (1938) – Gergely Anni
- A papucshős (1938) – Nelly
- Péntek Rézi (1938) – Leleményi Piri, táncosnő
- Tizenhárom kislány mosolyog az égre (1938) –Varjas Ria
- Mátyás rendet csinál (1939) – Mary
- A miniszter barátja (1939) – Lulu művésznő
- Érik a búzakalász (1939)
- Tokaji aszú (1941) – Hámory Babszi
- Szeressük egymást (1940)
- Katyi (1942) – Mária
- Sziámi macska (1943) – Hédi
- Álomkeringő (1943) – Müller menyasszonya
- Jómadár (1943) – Tóth Eszter, primadonna
- A Jávor (1987)